# Catedral de San Juan Bautista (Norwich)
La catedral de San Juan Bautista de Norwich (en inglés St. John the Baptist Cathedral, Norwich) es una catedral católica localizada en la ciudad de Norwich, en el condado de Norfolk (en Inglaterra, Reino Unido).

## Historia
La catedral fue construida entre 1882 y 1910 con diseños del arquitecto inglés George Gilbert Scott, Jr.; y el capital para su construcción fue proporcionado por el duque Henry Fitzalan-Howard como iglesia parroquial dedicada a Juan el Bautista, en el sitio de la cárcel de la ciudad de Norwich. En 1976 fue consagrada y convertida en la catedral de la recién creada Diócesis de East Anglia (Diocese of East Anglia) y sede de su obispo.
Norwich también es sede de un obispado de la Iglesia de Inglaterra, que tiene su propia catedral.